# Житіє
Житіє́ (лат. vita, грец. βίος, староцерк.-слов. житіе, «життя») — жанр християнської літератури,  біографія святого. Збірник таких біографій — житія святих. Предмет вивчення агіографії.

## Опис
Церковно-службовим призначенням житія обумовлювалася вимога суворого дотримання основних принципів жанру: герой житія мав слугувати зразком подвижника на славу церкви, в усьому бути подібним на інших святих.
Традиційною була така композиція житія:
- розповідь про дитинство святого, що уникає ігор із дітьми, ревно віруючого
- розповідь про його життя з подвигами благочестя і чудесами
- розповідь про кончину і про посмертні чудеса.

Агіографи охоче запозичають з інших житій і сюжет, і окремі колізії. Однак героями житій були, як правило, реальні люди (за винятком житій перших християнських мучеників), і тому саме в житіях яскравіше, ніж в інших жанрах давньої української літератури, відбилося і реальне життя. Особливо сильно ця риса житій виявлялася в обов'язковому для них розподілі див. Більшість житійних чудес — це протокольно-діловий запис про зцілення хворих і стражденних людей від мощей святого або по молитві до нього, про допомогу святого людям у критичних ситуаціях. Але є серед них чимало яскравих гостросюжетних оповідань.
У житійних розповідях про подвижників-ченців знайшли відображення усні монастирські легенди, риси монастирського побуту, обставини взаємин монастиря зі світом, мирською владою, реальні історичні події. Житія засновників монастирів відбивають часом досить драматичні зіткнення засновника монастиря з місцевим населенням.
У ряді випадків за традиційними житійними колізіями ховаються живі людські почуття і взаємини. Досить характерний у цьому стосунку є епізод Житія Теодосія Печерського, присвяченого традиційному житійному положенню — відходові юнака, майбутнього святого, з дому до монастиря. Протидія матері Теодосія його богоугодному прагненню залишити світ і присвятити себе служінню Богові трактується автором як прояв ворожої волі, як результат диявольських намовлянь, але описується ним ця ситуація як життєво яскрава, драматична картина материнських почуттів. Мати любить сина і повстає всупереч його бажанню піти в монастир, але вона людина сильного, непохитного характеру, і через любов до сина і прагнення наполягти на своєму ця любов перетворюється в жорстокість — не домігшись свого домовленостями і погрозами, вона піддає сина жорстоким катуванням.

## Класифікація
По типу сюжетів житія можуть бути розділені на кілька груп. У житіях-мартиріях розповідалося про смерті святих, потерпілих за прихильність християнству. Це могли бути перші християни, замучені і страчені римськими імператорами, християни, що постраждали в країнах і землях, де сповідалися інші релігії, що загинули від рук язичників. У житіях-мартиріях майже неодмінним сюжетним мотивом був докладний опис катувань, яким піддають святого перед смертю, намагаючись змусити його відректися від християнських поглядів. Інша група житій оповідала про християн, що добровільно піддавали себе різного роду іспитам: багаті юнаки таємно залишали будинок і вели напівголодне життя жебраків, піддаючись приниженням і глузуванням, подвижники, залишивши міста, ішли в пустелі, жили там у повній самітності (пустельники), страждаючи від злиднів і проводячи всі дні в безперестанних молитвах. Особливим видом християнського подвижництва було стовпництво — святі жили довгі роки на вершині кам'яної вежі (стовпа), у монастирях подвижники могли «зачинятися» у келії, що її не залишали ні на годину аж до смерті.
Святими були проголошені і багато державних діячів — князі, царі, імператори, діячі церкви (засновники й ігумени монастирів, єпископи і митрополити, патріархи, відомі богослови-проповідники). Житія були приурочені до визначеної дати — дня смерті святого, і під цим числом входили до Прологів, мінеї (збірники житій, розташованих у порядку місячного календаря), у збірники стійкого складу. Як правило, житія супроводжувалися присвяченими святому церковними службами, похвальними словами на його честь (а іноді словами на знаходження його мощей, перенесення мощей до нової церкви тощо). У давній українській книжності відомі сотні житій, при цьому перекладні (візантійські, рідше болгарське і сербські) житія мали поширення не менше (а в XI—XV ст. і значно більше), ніж оригінальні руські житія, тому що рівною мірою шанувалися православні святі, незалежно від того, хто були вони по національності й у якій країні вони жили і подвизались.

## За країною

### Візантія
- Житіє Олексія, чоловіка Божого
- Житіє Андрія Юродивого
- Житіє Варвари
- Житіє Дмитра Солунського
- Житіє Євстафія Плакіди
- Житіє Єфимія Великого,
- Георгія Переможця, Єфросинії Олександрійської, Катерини, Єпифанія Кіпрського, Іоанна Златоуста, Косьми і Даміана, Марії Єгипетської, Миколи Мирлікійського, Параскеви-П'ятниці, Сави Освяченого, Сімеона Стовпника, Федора Стратілата, Федора Тирона й інших святих.

### Португалія
- Житіє святого Теотонія (XII ст.) — життєпис Теотонія, першого португальського святого.

### Русь
Житія руських святих створювалися протягом усіх віків функціонування книжної літератури — з XI по XVII ст. Житія ці також можуть бути систематизовані за типом героїв житій: князівські житія, житія церковних ієрархів, житія будівельників монастирів, житія подвижників у славу церкви і мучеників за віру, житія юродивих. Звичайно, ця класифікація досить умовна і не має чітких границь; багато князів, наприклад, виступають у житіях як мученики за віру, творцями монастирів виступали різні люди та ін. Житія можуть бути згруповані за географічним принципом — за місцем життя і подвигів святого і місцем виникнення житія (київські, новгородські і залісські). Переважно імена авторів житій, як і взагалі писемних пам'яток Київської Русі, залишилися нам невідомі, але в ряді випадків ми довідуємося імена авторів Ж з тексту самих творів, на основі непрямих даних. Найбільш прославлені серед авторів руських житій — Нестор (XI — поч. XII ст.), Єпифаній Премудрий (2-я пол. XIV — 1-я чв. XV ст.), Пахомій Логофет (XV ст.).
Перерахуємо деякі руські житія, групуючи їх за характером героїв житій.
- Житія подвижників у славу церкви і творців монастирів: Авраамія Ростовського, Авраамія Смоленського, Олександра Ошевенського, Олександра Свирського, Антонія Сийського, Варлаама Хутинського, Дмитра Прилуцького, Діонісія Глушицького, Зосима і Саватія Соловецьких, Іоанна Новгородського, Кирила Бєлозерського, Леонтія Ростовського, Павла Обнорського, Пафнутія Боровського, Сергія Радонежського, Стефана Пермського, Тихона Задонського, Інокентія Іркутського, Йоасафа Горленка.
- Житія ієрархів руської церкви — митрополитів: Олексія, Іони, Кипріана, Петра, Филиппа.
- Житія юродивих: Василя Блаженного, Іоанна Устюжського, Ісидора Ростовського, Михайла Клопського, Прокопія Устюжського.
- Житія князів: 
  - Житіє Олександра Невського (ХІІІ ст.)
  - Житія Бориса і Гліба
  - Житіє Володимира
  - Всеволода-Гаврила Псковського, Дмитра Донського, Довмонта-Тимофія, Михайла Олександровича Тверського, Михайла Всеволодовича Чернігівського, Михайла Ярославича Тверського, Феодора, князя смоленського і ярославського.
- Жіночих житій у руській агіографії мало: Ганни Кашинської, Єфросинії Полоцької, Єфросинії Суздальської, Іуліянії В'яземської, Іуліянії Осор'їной, княгині Ольги.

Легендарно-казкові мотиви, місцеві перекази іноді настільки сильно впливають на авторів житій, що до житій створені ними твори можуть бути віднесені тільки тому, що герої їхній визнані церквою святими й у заголовку їхній може фігурувати термін «житіє», а за літературним характером це яскраво виражені сюжетно-оповідальні твори. Це «Повість про Петра і Февронію Муромських» Єрмолая-Еразма.
«Повість про Петра, царевича Ординського», «Повість про Меркурія Смоленського». У XVII ст. на новгородській Півночі виникають житія, цілком засновані на місцевих легендах про чудеса, що відбуваються від останків людей, життєвий шлях яких з подвигами во славу церкви не зв'язаний, але незвичайний — вони страждальці в житті. Артемій Веркольський — хлопчик, що загинув від грози під час роботи в полі, Іоанн і Логгін Яренські — помори або ченці, що загинули в морі і знайдені жителями Яренги на льоду, Варлаам Керетський — священик села Кереть, що убив дружину та наклав сам на себе за це тяжкі випробування і прощений Богом. Усі ці житія примітні чудесами, у яких барвисто відбите життя селян новгородської Півночі. Багато які чудеса зв'язані з випадками загибелі поморів на Білому морі.
З візантійських житій найбільше поширення дістали переклади житій Олексія, чоловіка Божого, Андрія Юродивого, Варвари, Георгія Переможця, Дмитра Солунського, Євстафія Плакіди, Єфимія Великого, Єфросинії Олександрійської, Катерини, Єпифанія Кіпрського, Іоанна Златоуста, Косьми і Даміана, Марії Єгипетської, Миколи Мирлікійського, Параскеви-П'ятниці, Сави Освяченого, Сімеона Стовпника, Федора Стратілата, Федора Тирона й інших святих.